# Хансен, Христиан
Христиан Хансен (нем. Christian Hansen; 10 апреля 1885, Шлезвиг — 7 августа 1972, Гармиш-Партенкирхен) — немецкий военный деятель. Генерал артиллерии с 1 июня 1940 года.

## Биография
- Службу начал в 1903 году, поступив в артиллерийские войска, где в 1904 году был произведён в лейтенанты и направлен в 9-й пеший артиллерийский полк.
- в составе своего полка участвовал в Первой мировой войне. На момент прихода к власти Гитлера — полковник.
- 1 октября 1933 года назначен командиром 1-го артиллерийского полка.
- в 1936 году — командующий 25-й пехотной дивизией. Под его командованием дивизия участвовала в Польской кампании.
- 15 ноября 1939 года назначен командующим X армейским корпусом. Участвовал во Французской и Восточной кампании.
- с ноября 1943 года командующий 16-й армией, потерпел ряд поражений и в июне 1944 года был отстранён от командования.
- с сентября 1944 года по октябрь 1944 года — командующий 29-й гренадерской дивизией СС «Италия», но уже в декабре 1944 года отправлен в отставку.

## Награды
- Железный крест (1914) 2-го и 1-го класса (Королевство Пруссия)
- Королевский орден Дома Гогенцоллернов рыцарский крест с мечами (Королевство Пруссия)
- Орден «За военные заслуги» 4-го класса с мечами (Королевство Бавария)
- Орден Альбрехта рыцарский крест 1-го класса с мечами (Королевство Саксония)
- Крест «За военные заслуги» 2-го класса (Герцогство Брауншвейг)
- Крест «За военные заслуги» 3-го класса с лаврами (военным отличием) (Австро-Венгрия)
- Железный полумесяц (Османская империя)
- Почётный крест Первой мировой войны 1914/1918 с мечами
- Пряжка к Железному кресту (1939) 2-го и 1-го класса
- Рыцарский крест Железного креста (3 августа 1941)
- Немецкий крест в золоте (2 апреля 1943)